# کیک کره گوئی
کیک کرهٔ گوئی (به انگلیسی: Gooey butter cake) که با نام اووگوئی و گهگاهی هم کیک شطرنج شناخته می‌شود نوعی کیک است که به‌طور سنتی در سنت لوئیس، میزوری درست می‌شود. کیک کرهٔ گوئی نوعی کیک متراکم و تخت است که با آرد گندم، کره، شکر و تخم‌مرغ تهیه می‌شود. معمولاً نزدیک به یک اینچ قد دارد و با پودر قند غبار گرفته می‌شود.
در حالی که این کیک شیرین و در بیان زبان عامیانه سنگین است، تا حدودی سفت است و می‌توان آن را قطعه قطعه و به صورت براونی تهیه کرد. کیک کرهٔ گوئی به‌طور کلی به عنوان کیک قهوه سرو می‌شود و به عنوان کیک دسر کاربرد ندارد.
کیک کرهٔ گوئی به دو نوع متفاوت وجود دارد. کیک کرهٔ گوئی نانوایان که به نظر می‌رسد ریشهٔ آن برای سال ۱۹۳۰ میلادی باشد. و نوع شرکتی آن که همراه با پنیر خامه ای تهیه می‌شود.
بازدید کنندگان از همایش سنت لوئیس دستورالعمل تهیه این کیک را در وب سایت خود قرار داده و آن را «یکی از غذاهای بسیار محبوب سنت لوئیس» خواندند. این دستورالعمل نیاز به یک لایه زیرین از کره و خمیرابه و یک لایه بالایی دارد که از تخم مرغ، پنیر خامه ای (و در بعضی موارد بادام) تهیه می‌شود. این کیک قبل از سرو با شکر شیرینی پزی غبار گرفته می‌شود. بهتر است که کیک خیلی زود و بعد از پختن خورده شود. باید گرم و در دمای اتاق سرو شود.

## ریشه
ادعاهای مختلفی درباره چگونگی به وجود آمدن این کیک وجود  دارد. ظاهراً این کیک اولین بار به‌طور تصادفی در دهه ۱۹۳۰ توسط یک نانوا آمریکایی-آلمانی در منطقه سنت لوئیس تهیه شده بود که سعی داشت خمیر کیک را درست کند اما نسبت کره و آرد را بر عکس کرد. نام صاحب نانوایی که در آن این اشتباه صورت گرفته جان هافمن بوده‌است.